# بن‌فایر (اسب)

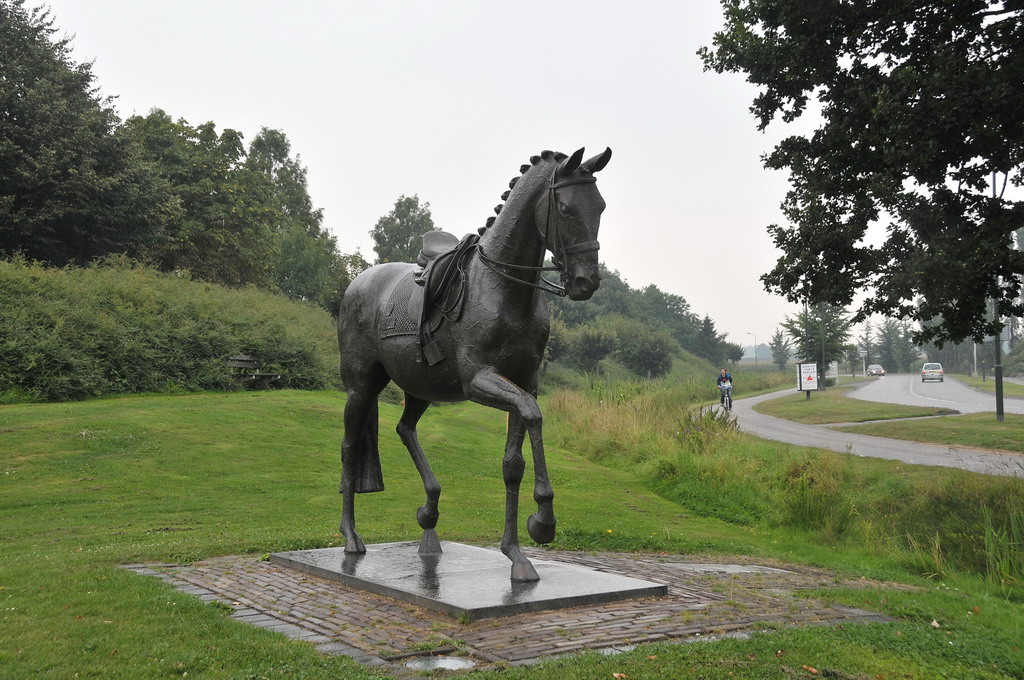
مجسمه بن‌فایر در شهر ارپ

بن‌فایر (۲۱ مارس ۱۹۸۳–۲۸ اکتبر ۲۰۱۳ میلادی) با نام کامل جستشن بن‌فایر یک اسب اخته از نژاد اولدنبورگ بود که به همراه سوارکار هلندی انکی فان گرونسون در مسابقات درساژ شرکت می‌کرد. بین سالهای ۱۹۹۱ و ۲۰۰۰ این زوج در چندین مسابقه بین‌المللی جهانی که شامل سه المپیک و دو دوره بازی‌های جهانی سوارکاری اف‌ئی‌آی می‌شود شرکت داشتند. آنها یک مدال طلا و چهار مدال نقره را در بازیهای المپیک بدست آوردند. همین‌طور در بازیهای جهانی سوارکاری موفق به کسب یک مدال طلا و سه نقره شدند. با وجود آنکه بن‌فایر دارای خلق گرم خشن بود اما با بالا رفتن سنش به اسبی آرام و یکی از بهترین اسبهای انکی فان گرونسون به حساب می‌آمد و او هیچگاه فکر پیدا کردن اسبی با استعداد مشابه بن فایر یا بهتر از آن را نمی‌کرد تا زمانی که سالینرو جایگزینش شد. مجسمهٔ بن‌فایر در شهر ارپ و در محل تولد انکی فان گرونسون ساخته و نصب شده‌است.

## اوایل زندگی
این اسب اخته شده نژاد اولدنبرگ کهر در ۲۱ مارس ۱۹۸۳ متولد شد. این اسب توسط پرورش دهنده اسب کارل بندرد وسترهلد که در شهر لموردر آلمان ساکن بود اصلاح و پرورش داده شد. پدر این اسب ولت از و مادرش وارین بود. این اسب یک اسب تروبرد به حساب می‌آمد. فان گرونسون نخستین بار اسب بن فایر را در زمانی که این اسب دو و نیم ساله بود و تنها یک هفته بود که تمرینات با زین با آن انجام می‌گرفت دید. این اسب بعدتر توسط پدر انکی فان گرونسون خریداری شد. در ابتدا به نظر می‌رسید که این اسب به دلیل رفتار خشن و حساسش که موجب عملکرد ضعیف در حالت قدم زدن می‌شد موفقیت چندانی نداشته باشد. اما او موفق شد حرکات پیشرفتهٔ درساژ مانند پییاف و پاساژ یاد بگیرد و بنابراین انکی فان گرونسون با همین اسب به کار خود ادامه داد. زمانی که این اسب هفت ساله بود در مسابقات سطح درساژ
جایزه بزرگ شرکت می‌کرد. اخلاق تند بن فایر باعث شد تا به عنوانی سخت برای سواری شناخته شود و در کناره‌های رینگ و در حرکات ریز رم کند اما با بالا رفتن سنش این اخلاق تند کمتر شد.
بن فایر نه بار قهرمانی درساژ هلند را بدست آورد.

## حرفهٔ رقابتی

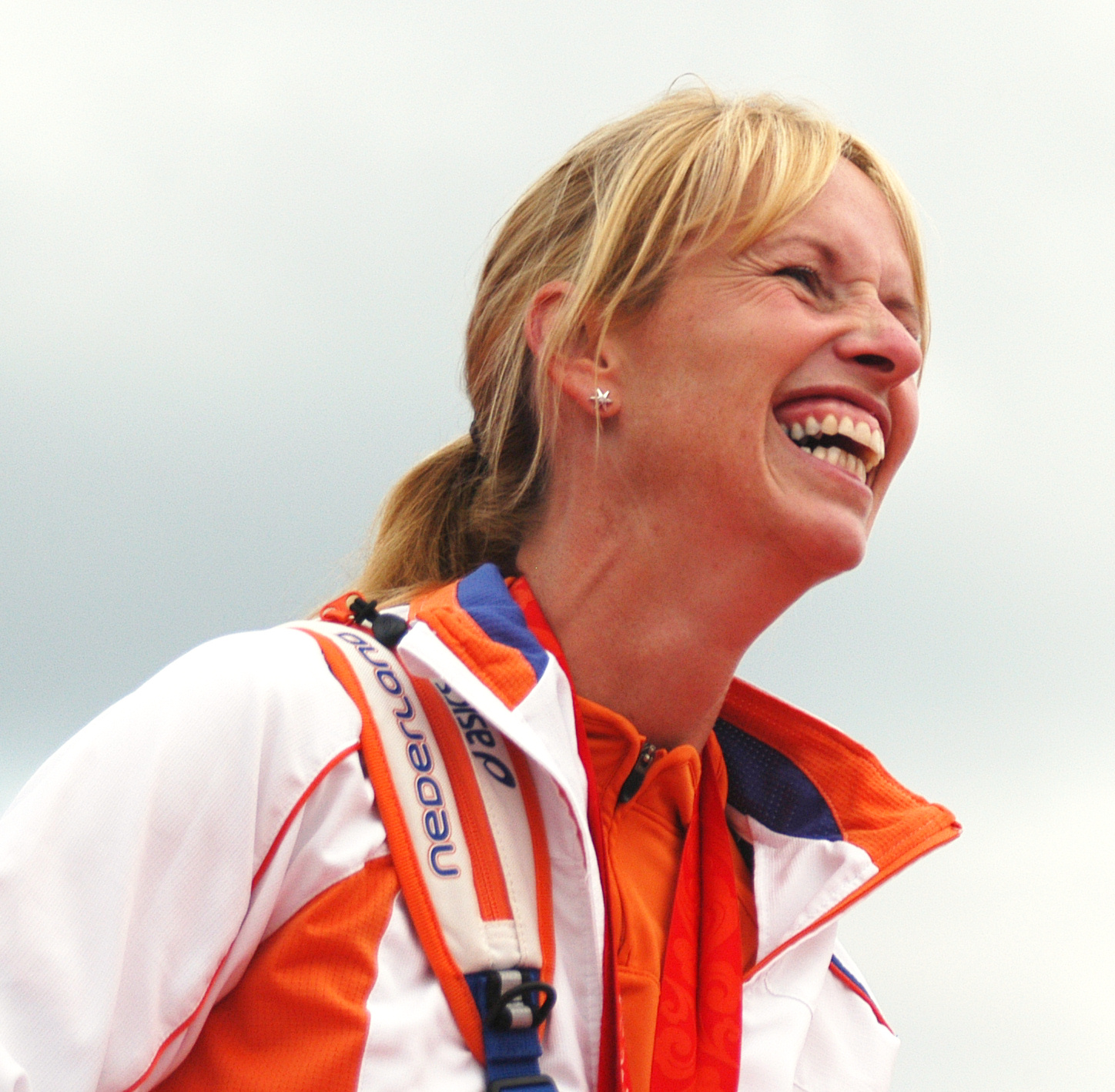
آنکی ون گرونسون در مراسم استقبال از المپیک در استادیوم المپیک آمستردام،هلند.

بن فایر به همراه انکی فان گرونسون در نخستین المپیکش (و دومین المپیک انکی) درسال ۱۹۹۲ و در بازی‌های المپیک تابستانی ۱۹۹۲ بارسلون حضور یافت که این زوج به مقام چهارم انفرادی دست یافتند و به تیم هلند کمک کردند تا به مدال نقرهٔ تیمی دست یابد. در بازی‌های المپیک تابستانی ۱۹۹۶ آنها نتیجه تیمی را تکرار کردند اما در بخش انفرادی موفق به کسب مدال نقره و بهبود رکورد پیشین خود شدند.
در بازی‌های المپیک تابستانی ۲۰۰۰ سیدنی آنها نخستین و تنها مدال طلای خود را بدست آوردند و به تیم هلند کمک کردند تا مقام سوم را بدست بیاورد. پس از این بازیها انکی فان گرونسون بن فایر را با اسب دیگری به نام سالینرو برای المپیک جایگزین کرد.
بن فایر و انکی فان گرونسون در بازی‌های جهانی سوارکاری نیز با هم به رقابت پرداختند؛ که اولین این مسابقات بازی‌های جهانی سوارکاری ۱۹۹۴ لاهه بود که این زوج موفق به کسب دو مدال (نقره تیمی و طلای انفرادی) شدند. بار دیگر و در بازی‌های جهانی سوارکاری ۱۹۹۸ شهر رم موفق به کسب مدال نقره در هر دو بخش انفرادی و تیمی شدند. با این وجود فان گرونسون به داوری و نوع امتیاز دهی این بازیها معترض بود و گفته بود که «فکر می‌کردم درساژ را رها خواهم کرد.»